# 梅塞德斯 (烏拉圭)
梅塞德斯（西班牙語：Mercedes）是烏拉圭的城市，也是索里亞諾省的首府，位於該國西南部，距離首都蒙特維多278公里，毗鄰與阿根廷接壤的邊境，是重要的商業中心，主要經濟活動是農業和造紙業，2004年人口42,032。

## 外部連結
- INE map of Mercedes （页面存档备份，存于）